# Mathias Landaeus
Mathias Landaeus, född 18 juni 1969 i Lund, är en svensk jazzmusiker (pianist och keyboardist).
Landaeus skivdebuterade i eget namn 1996 och har sedan dess släppt album på bland andra skivbolagen Amigo och Moserobie. Han har bland annat varit medlem i sångerskan Lina Nybergs band, Sonic Mechatronik Arkestra, Norrbotten Big Band och de egna banden Reunion och Mathias Landaeus House of Approximation. Landaeus startade konsertverksamheten på Glenn Miller Café och var huspianist där 1997–1999. Han har även spelat med bland andra Benny Golson, Jonas Kullhammar, Magnus Lindgren, Tim Hagans och Timbuktu & Damn!

## Utmärkelser och priser
- 2010 – Bert Levins stiftelse för jazzmusik

## Diskografi (urval)

### Egna album
- 1996 – Blåbete (Amigo)
- 1997 – Darling (Amigo)
- 2003 – House of Approximation (Moserobie)
- 2004 – Fringe People (Moserobie)
- 2006 – Double Door (med Karl-Martin Almqvist) (Prophone)
- 2007 – Goes a Long Long Way (Moserobie)
- 2009 – Opening (MA Recordings)
- 2011 – Jul på jazzvis (Moserobie)
- 2014 – Into Life (Moserobie)
- 2016 – From the Piano (Moserobie)

### Med Reunion (Mathias Landæus ochJens Lodén)
- 1999 – Ignition/Cargo (12", Sonar Kollektiv)
- 2000 – Eona (12", Sonar Kollektiv)
- 2001 – Eona (remixes, 12", Sonar Kollektiv)
- 2003 – Strange Attention (12", Sonar Kollektiv)
- 2003 – Re: (Sonar Kollektiv)

### Med Lina Nyberg
- 2003 – Time (Prophone)
- 2004 – Saragasso (Moserobie)
- 2006 – Tellus (Moserobie)
- 2007 – Brasil Big Bom (Caprice)

### Med övriga
- 2003 – Mechatronycon, med Sonic Mechatronik Arkestra (Moserobie)
- 2006 – Overunity, med Sonic Mechatronik Arkestra (Moserobie)
- 2013 – 4003, med Jonas Holgersson (Prophone)
- 2014 – Four Lamentations and One Wicked Dream of Innocence, med Martin Küchen & Landæus Trio (Moserobie)
- 2014 – Sing, med The Other Woman (Hoob)
- 2016 – The Pity of It All, med Martin Küchen & Landæus Trio (Moserobie)
- 2016 - Very Well Vol. 1, med Jesper Løvdal, Palle Danielsson och Bob Gullotti